# Ricardo Semler
 (juillet 2023).
Si vous disposez d'ouvrages ou d'articles de référence ou si vous connaissez des sites web de qualité traitant du thème abordé ici, merci de compléter l'article en donnant les références utiles à sa vérifiabilité et en les liant à la section « Notes et références ».
Pour les articles homonymes, voir Semler.
Ricardo Semler (né en 1959 à São Paulo) est un entrepreneur brésilien, PDG de l'entreprise Semco (d).

## Biographie
Ricardo Semler est le fils d'Antonio Semler, un ingénieur-entrepreneur brésilien d'origine autrichienne, créateur de l'entreprise de conception de mixeurs et de pompes industrielles Semco. À la fin de ses études, Ricardo Semler rejoint l'entreprise de son père, mais à la suite de violents désaccords avec ce dernier sur la manière de la diriger, il menace de partir. Son père préfère démissionner et lui confie les rênes de Semco, en 1980.
Sous sa direction, et après des débuts difficiles, Semco progresse de manière significative et passe de 4 millions de dollars de chiffre d'affaires en 1982 à plus de deux cents millions en 2003. Cette réussite, Semler l'attribue à son mode de management particulier, qui laisse plus de liberté et d'initiatives à l'ensemble de son personnel, ce qui permet de réduire la taille de la structure de management intermédiaire, et accroît la responsabilisation des salariés, pour le bénéfice de l'entreprise. Dans son modèle, les salariés choisissent leurs horaires mais leur salaire n'est pas fixe.
Ricardo Semler a retranscrit son expérience de dirigeant et de management dans un livre qui a connu un certain succès aux États-Unis[réf. nécessaire], Maverick, paru en 1995.
En 2004, il défraie de nouveau la chronique avec un livre original sur la manière de travailler, The seven day week-end[réf. nécessaire].